# Bracco d'Ariège
Il bracco d'Ariège è un cane da ferma originario del dipartimento francese dell'Ariège, nell'area pirenaica della Francia. Deriva da antiche varietà di bracco francese, che nel corso del XIX sec. sono state incrociate con bracchi di ceppo meridionale dal mantello bianco e arancio e con il bracco Saint Germain, per conferirgli più leggerezza e vivacità.
Utilizzato per tutti i tipi di caccia, la razza è stata salvata a partire dagli anni novanta grazie all'opera di appassionati allevatori.
Poco diffuso in Italia, è invece abbastanza popolare oltralpe.

## Caratteristiche fisiche
Si tratta di un cane di taglia media potente, robusto e d'aspetto vigoroso, ma non eccessivamente pesante.
La testa è lunga, con stop poco pronunciato, canna nasale diritta (talvolta lievemente convessa) e tartufo color rosa, carne o marrone, mai nero.
Gli occhi, leggermente ovali, sono colore ambra scuro o marrone, a seconda del colore del mantello. Le orecchie, lunghe e rigirate verso l'interno, sono attaccate all'altezza della 
linea degli occhi, e sono portate non aderenti alla testa.
Il mantello è formato da pelo corto, fitto, brillante, più fine sulla testa e sulle orecchie. Il colore del mantello è generalmente arancio pallido o talvolta marrone, molto macchiato di bianco picchiettato di marrone. Ammesso anche il bianco macchiettato.
La coda, spessa alla radice, si assottiglia verso la punta e non deve levarsi al di sopra della linea dorsale. Solitamente viene tagliata ai 4/10.

## Temperamento
Il bracco d'Ariège è un cane resistente, docile e facile da addestrare. Adatto a tutti i tipi di caccia.